# Kinyongia vosseleri
Espèce
Synonymes
- Chamaeleon fischeri vosseleri Nieden, 1913
- Bradypodion vosseleri (Nieden, 1913)

Statut de conservation UICN

 EN B1ab(iii)+2ab(iii) : En danger
Statut CITES
Kinyongia vosseleri est une espèce de sauriens de la famille des Chamaeleonidae.

## Répartition
Cette espèce est endémique de Tanzanie. Elle se rencontre dans les monts Usambara.

## Étymologie
Cette espèce est nommée en l'honneur de Julius Vosseler (1861-1933).

## Publication originale
- Nieden, 1913 : Chamaeleon fischeri Rchw. und seine Unterarten. Sitzungsberichte der Gesellschaft naturforschender Freunde zu Berlin, vol. 1913, no 4,p. 231-249 (texte intégral).